# Nicolas Belloni
Nicolas Alexis Anthony Belloni (Buenos Aires, Argentina; 7 de febrero de 2001) es un futbolista argentino. Juega de delantero y su equipo actual es el L'Aquila 1927 de la Serie D.

## Trayectoria
Formado en las inferiores del River Plate, Belloni se incorporó al Pescara en 2020 y debutó con el primer equipo el 17 de octubre de 2020 ante el Empoli por la Serie B.
Las siguientes temporadas, fue cedido a clubes de la Serie C.

## Estadísticas
Actualizado al último partido disputado el 12 de marzo de 2023.
| Club                    | Div.          | Temporada     | Liga  | Liga  | Copas nacionales | Copas nacionales | Copas internacionales | Copas internacionales | Total | Total |
| Club                    | Div.          | Temporada     | Part. | Goles | Part.            | Goles            | Part.                 | Goles                 | Part. | Goles |
| ----------------------- | ------------- | ------------- | ----- | ----- | ---------------- | ---------------- | --------------------- | --------------------- | ----- | ----- |
| Pescara · Italia        | 2.ª           | 2020-21       | 4     | 0     | 1                | 0                | —                     | —                     | 5     | 0     |
| Pescara · Italia        | Total club    | Total club    | 4     | 0     | 1                | 0                | 0                     | 0                     | 5     | 0     |
| Imolese · Italia        | 3.ª           | 2021-22       | 33    | 4     | —                | —                | —                     | —                     | 33    | 4     |
| Imolese · Italia        | Total club    | Total club    | 33    | 4     | 0                | 0                | 0                     | 0                     | 33    | 4     |
| Potenza Calcio · Italia | 3.ª           | 2022-23       | 14    | 1     | —                | —                | —                     | —                     | 14    | 1     |
| Potenza Calcio · Italia | Total club    | Total club    | 14    | 1     | 0                | 0                | 0                     | 0                     | 14    | 1     |
| Latina · Italia         | 3.ª           | 2022-23       | 9     | 0     | —                | —                | —                     | —                     | 9     | 0     |
| Latina · Italia         | Total club    | Total club    | 9     | 0     | 0                | 0                | 0                     | 0                     | 9     | 0     |
| Total carrera           | Total carrera | Total carrera | 60    | 5     | 1                | 0                | 0                     | 0                     | 61    | 5     |